# Lycorina scitula
Lycorina scitula är en stekelart som först beskrevs av Cresson 1870.  Lycorina scitula ingår i släktet Lycorina och familjen brokparasitsteklar. Inga underarter finns listade i Catalogue of Life.